# ダメル語
ダメル語（ダメルご）はインド・ヨーロッパ語族インド・イラン語派ダルド語群クナル諸語に属する言語である。ドメル語、ダメリ、ドメリともいう。パキスタンカイバル・パクトゥンクワ州チトラルのダメル渓谷（ドメル渓谷）で話されている。ダメルはドメルともいう。ダメル渓谷（ドメル渓谷）はクナル川（チトラル川）の東岸のドロシュ（ドロス）の南に位置している。
ダメル語はいまだに主要の言語としている村が存在して、子供も正規に学んでいる。大半のダメル語話者はパシュトー語を第二言語としていて、コワール語やウルドゥー語を話す人もいるが、大きな言語の移行はみられない。